# Капитан Америка (сериал, 1944)
Капитан Америка (англ. Captain America) — черно-белый киносериал 1944 года, киностудии Republic Pictures. Изначально сделанный по персонажу комиксов Капитан Америка от Timely Comics (сегодня известный как Marvel Comics). Это был последний сериал Republic про супергероев. Также, это был самый дорогой сериал, который когда-либо делала Republic. И это первое появление в кинематографе Капитан Америка из вселенной Marvel и в целом первая экранизация комиксов издательства Marvel, которое в то время называлось Timely Comics.

## Создание
Придумывая образ мифического супергероя, писатель Джо Саймон не мог представить, насколько популярным и общеизвестным станет его Капитан Америка. Образ Капитана детально был передан на бумагу художником Джеком Кирби. История Капитана Америка началась со страниц журнала Captain America Comics, который вышел в 1941 году. Читателям с первого же знакомства запал в душу непосредственный, мужественный и бесстрашный Капитан. Не было сомнения — его имя будет бессмертным. Уже три года спустя приключения героя комиксов были экранизированы. Режиссёры Элмер Клифтон и Джон Инглиш сняли полнометражный фильм, названный в честь главного героя, который состоял из пятнадцати серий.

## Герои и актеры

### Главные герои
| Актёр            | Роль |
| ---------------- | --- |
| Дик Пурселл      | Капитан Америка — Персонаж сильно отличается от его коллеги по комиксам, который был щуплым солдатом по имени Стив Роджерс, который стал суперсолдатом после эксперимента по повышению его физических возможностей до максимума. В сериале эти подробности полностью опущены и он является окружным прокурором по имени Грант Гартнер. |
| Лорна Грэй       | Гейл Ричардс — секретарь Гранта Гартнера |
| Лайонел Этуилл   | доктор Сайрус Мальдор — Скарабей |
| Чарльз Троубридж | Комиссар полиции Дрейден |
| Расселл Хикс     | мэр Рэндольф |
| Джордж Дж. Льюис | Барт Матсон |
| Джон Дэвидсон    | Грубер |
| Стэнли Прайс     | фиолетовый Мертвый химик |